# Stoke, Nya Zeeland

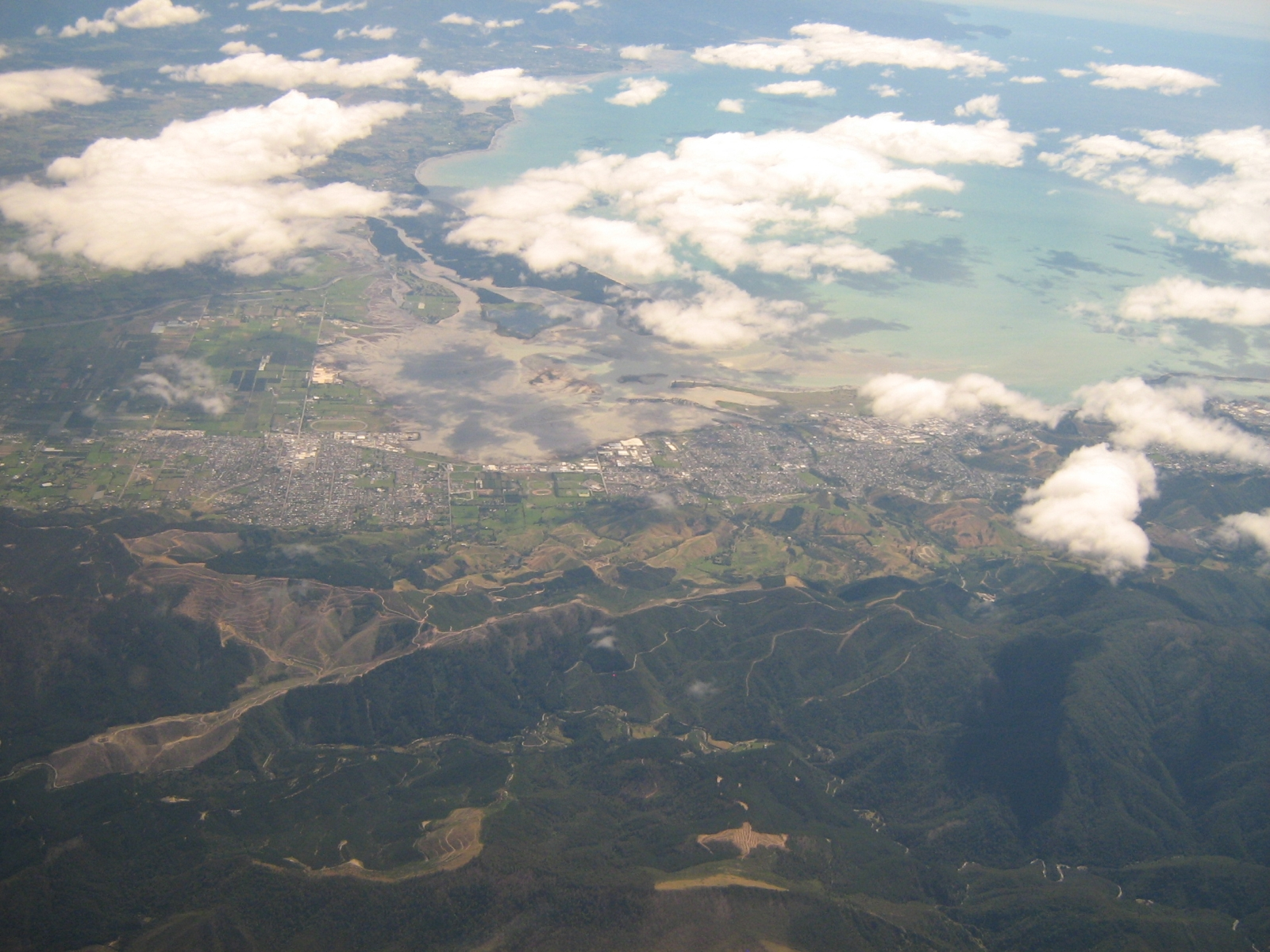
Stoke

Stoke är en av förorterna till staden Nelson i Nya Zeeland. Det ligger nära städerna Richmond och Tahunanui. Stoke har ungefär 7 000 invånare[när?].